# Noc listopadowa (film)
Noc listopadowa (tyt. oryg. Një natë nëntori) – albański film fabularny z roku 1979 w reżyserii Vladimira Kasaja.

## Opis fabuły
Film telewizyjny. Akcja filmu rozgrywa się w czasie II wojny światowej. Dom albańskiego kupca staje się schronieniem dla rannego partyzanta, a także dla pospolitego przestępcy, poszukiwanego za dokonanie zbrodni. Kierowca Gabo, pracujący dla kupca odkrywa tajemnicę obu ukrywających się osób.

## Obsada
- Hysen Bila jako kupiec
- Sabaudin Borde jako komendant
- Astrit Çerma	jako komisarz
- Demir Hyskja jako kierowca Gabo
- Piro Kita jako lekarz
- Hasan Mehja jako Bato
- Dhimosten Papa jako partyzant
- Shpëtim Shmili jako przestępca
- Sotiraq Çili
- Tefta Mehmeti
- Anton Qatipi
- Flutura Zavalina